# Łomazy
Łomazy [wɔˈmazɨ] là một ngôi làng ở Biała Podlaska, Lublin Voivodeship, ở miền đông Ba Lan. Đó là khu hành chính của Gmina LŁomazy. Nó nằm cách khoảng 16 kilômét (10 mi) về phía nam Biała Podlaska và 84 km (52 mi) về phía đông bắc của thủ phủ khu vực Lublin.
Ngôi làng có dân số là 1.700 người.

## Lịch sử
Łomazy lần đầu tiên được đề cập trong một tài liệu viết năm 1447. Đó là vị trí thuận tiện trên tuyến đường thương mại từ Kraków đến Wilno. Khu định cư đã nhận được quyền thành phố vào năm 1568 từ vua Ba Lan Zygmunt August. Sau khi phân vùng nước ngoài của Ba Lan vào năm 1795, Łomazy được sáp nhập vào Phân vùng Áo trước tiên, trước Phân vùng Nga sau thời kỳ Ba Lan nổi dậy chống lại các cường quốc nước ngoài. Sa hoàng Nga đã tước quyền thành phố của Łomazy vào năm 1870 để trả thù cho cuộc tấn công thành công của Ba Lan vào đồn trú của Nga tại địa phương trong cuộc nổi dậy tháng 1 năm 1863.

### Thế kỷ 20
Sau chiến tranh thế giới thứ nhất, Łomazy đã trở thành một phần của Lublin Voivodeship (1919 -39) tại Cộng hòa Ba Lan có chủ quyền. Tình hình kinh tế rất khó khăn dẫn đến lượng di cư khá lớn. Nghèo đói đã góp phần làm gia tăng căng thẳng giữa người Kitô và người Do Thái, từ đó dẫn đến một sự xáo trộn vào tháng 5 năm 1934 và cần có sự can thiệp của cảnh sát. Người Do Thái định cư ở Łomazy đã ở giữa thế kỷ 16.
Trong cuộc xâm lược Ba Lan của Đức Quốc xã và Liên Xô khi bắt đầu Thế chiến II, Łomazy đã bị Hồng quân tiếp quản và bị quân Đức tiếp quản trong hiệp ước ranh giới của Đức Quốc xã. Một khu tập trung Do Thái đã được tạo ra ở Łomazy vào đầu năm 1940. Hai năm sau, ngôi làng là nơi xảy ra một vụ giết người hàng loạt của những người Do Thái bị tập trung bởi Tiểu đoàn Cảnh sát bán quân sự 101 của Đức Quốc xã Ordnungspolizei (Cảnh sát trật tự) được hỗ trợ bởi quân Hilfswillige được đào tạo đặc biệt của Ukraine, được gọi là Trawnikis. Vụ giết người diễn ra vào ngày 17 hoặc 19 tháng 8 năm 1942 trong khu rừng Hały gần đó, nhưng cũng trong các ngôi nhà trong những cuộc vây bắt. Theo các nguồn khác nhau, khoảng 1.000 – 2.000 người Do Thái (1.700 theo tài liệu của Đức) đã bị tàn sát ở Łomazy trong một ngày giết người kéo dài đến tối muộn. Sau chiến tranh, một đài tưởng niệm đã được dựng lên tại địa điểm tưởng niệm những công dân Do Thái bị diệt vong của thị trấn.